# سيغموند فرويد
سيغموند فرويد (بالألمانية: Sigmund Freud) (6 مايو 1856 – 3 سبتمبر 1939) هو طبيب نمساوي من أصل يهودي، اختص بدراسة طب الجهاز العصبي ومفكر حر يعتبر مؤسس علم التحليل النفسي. وهو طبيب الأعصاب النمساوي الذي أسس مدرسة التحليل النفسي وعلم النفس الحديث. اشتهر فرويد بنظريات العقل واللاواعي، وآلية الدفاع عن القمع وخلق الممارسة السريرية في التحليل النفسي لعلاج الأمراض النفسية عن طريق الحوار بين المريض والمحلل النفسي. كما اشتهر بتقنية إعادة تحديد الرغبة الجنسية والطاقة التحفيزية الأولية للحياة البشرية، فضلًا عن التقنيات العلاجية، بما في ذلك استخدام طريقة تكوين الجمعيات وحلقات العلاج النفسي، ونظريته من التحول في العلاقة العلاجية، وتفسير الأحلام كمصادر للنظرة الثاقبة عن رغبات اللاوعي.

## حياته
ولد سيغموند شلومو فرويد في 6 مايو 1856 في أسرة تنتمي إلى الجالية اليهودية في بلدة بريبور (باللغة التشيكية:Příbor)، بمنطقة مورافيا التابعة آنذاك للإمبراطورية النمساوية، والتي هي الآن جزء من جمهورية التشيك. أنجبه والده جاكوب عندما بلغ 41 عامًا وكان تاجر صوف، يذكر أنه كان صارمًا متسلطًا، وكان قد أنجب طفلين من زواج سابق. والدته أمالي (ولدت ناتانسون) كانت الزوجة الثالثة لأبيه جاكوب. كان فرويد الأول من ثمانية أشقاء، ونظرًا لذكائه المبكر، كان والداه يفضلانه على بقية إخوته في المراحل المبكرة من طفولته وضحوا بكل شيء لمنحه التعليم السليم على الرغم من الفقر الذي عانت منه الأسرة بسبب الأزمة الاقتصادية آنذاك. وفي عام 1857، خسر والد فرويد تجارته، وانتقلت العائلة إلى لايبزيغ قبل أن تستقر في فيينا. وفي عام 1865، دخل سيغموند مدرسة بارزة وهي مدرسة كومونال ريل جيمنازيوم الموجودة في حي ليوبولدشتات ذي الأغلبية اليهودية حينها. وكان فرويد تلميذًا متفوقًا وتخرج في ماتورا في عام 1873 مع مرتبة الشرف. كان فرويد قد خطط لدراسة القانون، لكن بدلًا من ذلك انضم إلى كلية الطب في جامعة فيينا للدراسة تحت إشراف البروفسور الدارويني كارل كلاوس. وفي ذلك الوقت، كانت حياة ثعبان البحر لا تزال مجهولة، مما حدى بفرويد أن يقضي أربعة أسابيع في مركز نمساوي للأبحاث الحيوانية في ترييستي ليقوم بتشريح المئات من الثعابين البحرية في بحث غير ناجح عن أعضائها الجنسية الذكورية.

### كلية الطب
كان فرويد تلميذًا متفوقًا دائمًا؛ احتل المرتبة الأولى في صفه عند التخرج ولم يكن مسموحًا لإخوانه وأخواته أن يدرسوا الآلات الموسيقية في البيت لأن هذا كان يزعج فرويد ويعوقه عن التركيز في دراساته. التحق بمدرسة الطب عندما بلغ السابعة عشرة من عمره، ولكنه مكث بها ثماني سنوات لكي ينهي الدراسة التي تستغرق عادة أربع سنوات، ويرجع ذلك إلى متابعته وانشغاله بكثير من الاهتمامات خارج مجال الطب. ولم يكن فرويد مهتمًا في الحقيقة بأن يصبح طبيبًا ولكنه رأى أن دراسة الطب هي الطريق إلى الانغماس في البحث العلمي.
وكان أمل فرويد أن يصبح عالمًا في التشريح، ونشر عددا من البحوث العلمية في هذا المجال وسرعان ما أدرك أن التقدم في مدارج العلم ومراتبه سيكون بطيئًا بحكم انتمائه العرقي وإدراكه، فضلًا عن حاجته إلى المال دفعاه إلى الممارسة الإكلينيكية كمتخصص في الأعصاب عام 1881م.

### بداية مشواره العلمي
1880:
تعرف على جوزيف بروير Joseph Breuer وهو من أبرز أطباء فيينا، وكان ناصحًا لفرويد وصديقًا ومقرضًا للمال وتأثر به وأعجب بطريقته الجديدة لعلاج الهستيريا، وهي طريقة التفريغ Cathartic Method التي اتبعها بروير؛ يستخدم فيها الإيحاء التنويمي في معالجة مرضاه لتذكر أحداث لم يستطيعوا تذكرها في اليقظة مع المشاعر والانفعالات الخاصة بالحدث، مما يساعد المرضى على الشفاء عن طريق التنفيس Abreaction عن الكبت.
1881:
حصل على الدكتوراه وعمل في معمل إرنست بروك.
1882:
عمل في مستشفى فيينا الرئيسي، ونشر أبحاث عديدة في الأمراض العصبية.
1885:
عين محاضرًا في علم أمراض الجهاز العصبي، وتسلم فرويد منحة صغيرة أتاحت له أن يسافر إلى باريس ويدرس في جامعة سالبتريير مع طبيب نفسي فرنسي مشهور هو جان مارتان شاركو، الذي كان يستخدم التنويم المغناطيسي في علاجه للهستيريا. وكانت هذه الزيارة هامة لفرويد لسببين على الأقل: السبب الأول أن فرويد تعلم من شاركوه أنه من الممكن علاج الهستيريا كاضطراب نفسي وليس كاضطراب عضوي، وكان فرويد يستخدم في ممارساته العلاج الكهربائي أي يوجه صدمة كهربائية مباشرة إلى العضو الذي يشكو منه المريض كالذراع المشلولة مثلًا. والسبب الثاني أن فرويد سمع شاركوه ذات مساء يؤكد بحماس أن أساس المشكلات التي يعاني منها أحد مرضاه جنسي ولقد اعتبر فرويد هذه الملاحظة خبرة معلمة. ومنذ ذلك الحين عمد إلى الالتفات إلى إمكانية أن تكون المشكلات الجنسية سببًا في الاضطراب الذي يعاني منه المريض.
1886:
عاد إلى فيينا. عمل طبيبًا خاصٍّا وطبق ما تعلمه من شاركو، وبدأ في إقناع زملائه بإمكانية تنفيذ ما وصل إليه من أبحاث الهستيريا، ولكنهم عارضوه، فأخذ على عاتقه تطبيق هذه الأبحاث. ولكن هذا النظام الجديد بدأت تظهر به بعض العيوب عند تطبيقه.
1889:
سافر إلى فرنسا ليحسن فنه التنويمي وقابل الطبيبين ليبولت Liebault وبرنهايم Bernheim.

#### فرويد وبروير
بدأ الاثنان مشوارهم في دراسة مرض الهستيريا وأسبابه وعلاجه.
1893:
نشرا بحثًا في العوامل النفسية للهستيريا.
1895:
نشرا كتاب دراسات في الهستيريا وكان نقطة تحول في تاريخ علاج الأمراض العقلية والنفسية، فهو بمثابة حجر الأساس لنظرية التحليل النفسي، ويتناول الكتاب أهمية الحياة العاطفية في الصحة العقلية اللاشعورية، واقترحا أن كبت الميول والرغبات يحولها عن طريقها الطبيعي إلى طريق غير طبيعي، فينتج الأعراض الهستيرية.
1896- 1906:
بعد ذلك حاولا أن يفسرا العوامل النفسية المسببة للهستيريا، ولكن الخلاف دب بينهما عندما فسر بريور الانحلال العقلي المصاحب للهستيريا بانقطاع الصلة بين حالات النفس الشعورية، وفسر أعراضها بحالات شبه تنويمية ينفذ أثرها إلى الشعور، وفرويد اختلف معه معللًا أن الانحلال العقلي هو نتيجة صراع بين الميول وتصادم الرغبات، فالأعراض الهستيرية هي أعراض دفاعية نتيجة ضغط الدوافع المكبوتة في اللاشعور التي تحاول التنفيس عن نفسها بأي طريقة، وبما أن هذه الدوافع المكبوتة في الشعور أمر مرفوض فتحاول التنفيس بطريقة غير طبيعية هي الأعراض الهستيرية.
ازداد الخلاف أكثر حين اعتبر فرويد أن الغريزة الجنسية هي السبب الأول للهستيريا، واعترض بروير على ذلك وعارضه هو وجمهور الأطباء في عصره حتى انقطعت الصلة بينه وبين بروير.
فأخذ فرويد يواصل أبحاثه بالرغم من مهاجمة معارضيه، وبالفعل كشفت له أبحاثه دور الغريزة الجنسية للهستيريا، فوسع أبحاثه على أنواع أخرى من الأمراض العصابية وعلاقة الغريزة الجنسية بها، فأقنعه بأن أي اضطراب بهذه الغريزة هي العلة الأساسية في جميع الأمراض.
ظل يعمل وحيدًا ضد المجتمع الطبي لمدة عشر سنوات. وفي 1902 بدأ الوضع يتغير حينما التف حوله عدد من شباب الأطباء المعجب بنظرياته وأخذت الدائرة تكبر لتضم بعض أهل الفن والأدب.

#### طريقة التداعي الحر
طريقة التداعي الحر (بالإنجليزية: Free association) اكتشفها فرويد بعد أن وجد طريقة لتفريغ بعض العيوب، منها أن نجاح العلاج يتطلب استمرار العلاقة بين المريض والطبيب، فلجأ إلى أن يحث المرضى بطريق الإيحاء وهم في حالة اليقظة وكان بها عيوب هي أيضًا فابتكر فرويد طريقة التداعي وهي أن يطلب من المريض أن يطلق العنان لأفكاره لتسترسل من تلقاء نفسها دون قيد أو شرط، فيتكلم بأي شيء يخطر بباله دون إخفاء تفاصيل مهما كانت تافهة أو مؤلمة أو معيبة.
وكشفت له هذه الطريقة الكثير من الحقائق، فمثلًا عرف لماذا يكون تذكر بعض الحوادث والتجارب الشخصية الماضية أمرًا صعبًا، حيث أنها قد تكون مؤلمة أو مشينة للنفس ولذلك تنسى، وبالتالي تذكرها مرة أخرى أمر شاق نتيجة المقاومة التي تحول دون ظهور هذه الذكريات في الشعور. ومن هذه الملاحظات كون فرويد نظريته في الكبت التي يعتبرها حجر الأساس في بناء التحليل النفسي.
1908:
كان أول مؤتمر للتحليل النفساني بزيورخ بدعوة من يونج وتم إصدار مجلة التحليل النفسي تحت إدارة فرويد وبلولر، وكان يونج رئيس تحريرها.
1909:
دعت جامعة كلارك بالولايات المتحدة الأمريكية فرويد ويونج للاشتراك في احتفال الجامعة بمناسبة عشرين عاماً على تأسيسها، وتم استقبالهم استقبالاً رائعاً وقُوبلت محاضرات فرويد الخمس والمحاضرتان التان ألقاهما يونج مقابلة جيدة.
1910:
عقد المؤتمر الثاني للتحليل النفساني في نورنبرغ، وتم تأليف جمعية التحليل النفساني الدولية، وتقرر أيضاُ إصدار نشرة دورية تكون رابطة الاتصال بين الجمعية الرئيسية وفروعها ثم توالت مؤتمرات الجمعية وتكونت لها فروع في معظم البلدان الغربية.

### فرويد والتحليل النفسي
توصل فرويد إلى أن الكبت صراع بين رغبتين متضادتين، وأن هناك نوعان من الصراع: واحد في دائرة الشعور تحكم النفس فيه لإحدى الرغبتين وتترك الثانية وهو الطريق الطبيعي للرغبات المتضادة دون اضرار النفس. بينما النوع الآخر هو المرضي؛ حيث تلجأ النفس بمجرد حدوث الصراع إلى صد وكبت إحدى الرغبتين عن الشعور دون التفكير وإصدار حكم فيها، لتستقر في اللاشعور بكامل قوتها منتظرة مخرج لانطلاق طاقتها المحبوسة، ويكون عن طريق الأعراض المرضية التي تنتاب العصابين. واتضح لفرويد أن دور الطبيب النفساني هي كشف الرغبات المكبوتة لإعادتها إلى دائرة الشعور لكي يواجه المريض الصراع الذي فشل في حله سابقًا، ويحاول حله تحت إشراف الطبيب أي إحلال الحكم الفعلي محل الكبت اللاشعوري، وسميت تلك الطريقة التحليل النفسي. لاقت هذه النظرية رواجًا كبيرًا خاصة في سويسرا، حيث أُعجب بها أوجين بلولر المشرف على معهد الأمراض العقلية بالمستشفى العام بزيورخ ويونج المساعد لأوجين.

### المرضى
استخدم فرويد أسماء مستعارة في تاريخ الحالات، ومن بينهم سيسيليا إم. (آنا فون ليبن)، ودورا (إيدا باور، 1882-1945)، والسيدة إيمي فون إن. (فاني موسر)، والآنسة إليزايث فون أر. (إيلونا فايس)، والآنسة كاثارينا (أوريليا كرونيتش)، والآنسة لوسي أر. وليتل هانس (هربرت غراف، 1903-1973)، ورات مان (إرنست لانزر، 1878-1914)، وإينوس فينجي (جوشوا وايلد، 1878-1920)، وولف مان (سيرجي بانكجيف، 1887-1979). كان من بين المرضى المشهورين الآخرين الأمير البرازيلي بيدرو أوغستو (1866-1934)، وهيلدا دوليتل (1886-1961)، وإيما إيكستاين (1865-1924)، وغوستاف مالر (1860-1911)، الذي أجرى معه فرويد استشارة واحدة موسعة، والأميرة ماري بونابرت، وإديث بانفيلد جاكسون (1895–1977)، وألبرت هيرست (1887–1974).

### السرطان
اكتشف فرويد إصابته بمرض الصداف في فبراير عام 1923، وهو ورم حميد مرتبط بالتدخين المفرط. لم يخبر أحدًا في البداية، ولكنه أخبر إرنست جونز في أبريل عام 1923، وأخبره أيضًا بأن الورم قد استؤصِل. استشار فرويد طبيب الأمراض الجلدية ماكسيميليان شتاينر، الذي نصحه بالإقلاع عن التدخين ولكنه كذب بشأن جدية الورم، وقلل من أهميته. رأى فرويد لاحقًا فيليكس دويتش، الذي رأى أن الورم كان سرطانيًا. أخبر دويتش فرويد بذلك باستخدام تعبير ألطف، وهو «الصداف السيئ»، بدلًا من التشخيص الفني للورم الظهاري. نصح دويتش فرويد بالتوقف عن التدخين وإزالة الورم. عالج ماركوس هاييك، وهو عالم الأنف الذي شُكِّك في كفاءته سابقًا، فرويد. أجرى هاييك جراحة تجميلية غير ضرورية في قسم العيادات الخارجية في عيادته. نزف فرويد أثناء العملية وبعدها، وربما نجا من الموت بصعوبة. رأى فرويد دويتش مرة أخرى فيما بعد، وطلب منه إجراء جراحة أخرى، ولكنه لم يخبر فرويد بأنه مصاب بالسرطان بسبب خوفه عليه من الانتحار.

### الهروب من النازية
سيطر الحزب النازي على ألمانيا في يناير عام 1933، وكانت كتب فرويد ذات أهمية بين تلك التي أحرقوها ودمروها. قال فرويد لإرنست جونز: «ما هذا التقدم الذي نحققه! كانوا سيحرقونني لو كنت في العصور الوسطى، ولكنهم راضون اليوم عن حرق كتبي فقط». استمر فرويد في التقليل من شأن التهديد النازي المتزايد، وظل مصممًا على البقاء في فيينا حتى بعد الضم (عملية أنشلوس) في 13 مارس عام 1938، الذي ضمت فيه ألمانيا النازية النمسا، واندلعت فيه معاداة السامية العنيفة التي تلت ذلك. ذهب جونز، رئيس جمعية التحليل النفسي الدولية آنذاك، من لندن إلى فيينا عبر براغ في 15 مارس مصممًا على إقناع فرويد بتغيير رأيه والسعي إلى المنفى في بريطانيا. 
أقنع هذا الاحتمال، بالإضافة إلى صدمة اعتقال واستجواب آنا فرويد من قبل الغيستابو، فرويد أخيرًا أن الوقت قد حان لمغادرة النمسا. غادر جونز إلى لندن في الأسبوع التالي مع قائمة قدمها فرويد من حزب المهاجرين لمن سيتطلب منهم تصاريح للهجرة. استخدم جونز معرفته الشخصية لوزير الداخلية، السير صمويل هور، في لندن للإسراع في منح التصاريح. كان هناك سبعة عشر شخصًا بحاجة للتصريح، وقُدِّمت تصاريح العمل عند الحاجة. استخدم جونز أيضًا نفوذه في الأوساط العلمية، وأقنع رئيس الجمعية الملكية، السير ويليام براغ، بالكتابة إلى وزير الخارجية اللورد هاليفاكس مطالبًا بممارسة الضغط الدبلوماسي في برلين وفيينا نيابة عن فرويد. حصل فرويد أيضًا على دعم من الدبلوماسيين الأمريكيين، ولاسيما مريضه السابق والسفير الأمريكي في فرنسا ويليام بوليت. نبه بوليت الرئيس الأمريكي روزفلت إلى الأخطار المتزايدة التي تواجه فرويد، فأدى ذلك إلى وضع القنصل العام الأمريكي في فيينا، جون كوبر وايلي، مراقبة منتظمة لشارع بيرغاس 19. تدخل أيضًا عن طريق مكالمة هاتفية أثناء استجواب الغيستابو لآنا فرويد.
بدأ الرحيل من فيينا على مراحل خلال شهري أبريل ومايو عام 1938. غادر حفيد فرويد، إرنست هالبرشتات، ونجل فرويد مارتن مع زوجته وأطفاله إلى باريس في أبريل. غادرت شقيقة زوجة فرويد، مينا بيرنايز، إلى لندن في 5 مايو، ومارتن فرويد في الأسبوع التالي، وابنة فرويد ماتيلد وزوجها روبرت هوليتشر في 24 مايو.
توقفت الترتيبات الخاصة بمغادرة فرويد إلى لندن بحلول نهاية الشهر، وغرقت في عملية عصيبة من الناحية القانونية وابتزاز مالي للتفاوض مع السلطات النازية. عُيٍّن الرايخسوميسار (مفوض الإمبراطورية) لإدارة أصول فرويد وأصول جمعية التحليل النفسي الدولية التي يقع مقرها الرئيسي بالقرب من منزل فرويد، وذلك بموجب اللوائح التي فرضها النظام النازي الجديد على السكان اليهود. خُصِّص فرويد للدكتور أنطون سوروالد، الذي درس الكيمياء في جامعة فيينا تحت إشراف البروفيسور جوزيف هيرزيغ، وهو صديق قديم لفرويد. قرأ سوروالد كتب فرويد لمعرفته أكثر، وأصبح متعاطفًا مع وضعه. لم يكشف سوروالد عن تفاصيل جميع حسابات فرويد المصرفية لرؤسائه ولترتيب تدمير المكتبة التاريخية للكتب الموجودة في مكاتب جمعية التحليل النفسي الدولية، وذلك على الرغم من مطالبته بذلك. نقل سوروالد أدلة حسابات فرويد المصرفية الأجنبية إلى خزنته الخاصة بدلًا من ذلك؛ ورتب مخزون مكتبة جمعية التحليل النفسي الدولية في المكتبة الوطنية النمساوية حيث بقيت حتى نهاية الحرب.
فُرِضت رسوم كبيرة أخرى بخصوص ديون مكتبة التحليل النفسي الدولية والمجموعة القيمة من الآثار التي يمتلكها فرويد؛ وذلك على الرغم من تخفيف تدخل سوروالد من العبء المالي لضريبة «الرحلة» على الأصول المعلنة لفرويد. لجأ فرويد إلى الأميرة ماري بونابرت بسبب عدم تمكنه من الوصول إلى حساباته الخاصة، وهي من أبرز وأثرى أتباعه الفرنسيين، والتي سافرت إلى فيينا لتقديم دعمها، وكانت هي التي وفرت الأموال اللازمة. سمح هذا لسوروالد بالتوقيع على تأشيرات الخروج اللازمة لفرويد وزوجته مارثا وابنته آنا. غادروا فيينا على قطار الشرق السريع في 4 يونيو برفقة مدبرة منزلهم وطبيب، ووصلوا إلى باريس في اليوم التالي، ومكثوا هناك ضيوفًا لدى ماري بونابرت، ووصلوا إلى محطة فيكتوريا في لندن في 6 يونيو.
تسارع البعض لتقديم احترامهم إلى فرويد، ومن ضمنهم سلفادور دالي، وشتيفان تسفايغ، وليونارد وولف، وفيرجينيا وولف، و إتش. جي. ويلز. دعا ممثلو الجمعية الملكية مع ميثاق الجمعية فرويد، الذي انتُخِب عضوًا أجنبيًا في عام 1936، للتوقيع على عضويته. وصلت ماري بونابرت قرب نهاية يونيو لمناقشة مصير شقيقات فرويد الأربع المسنات اللواتي تُرِكن في فيينا. فشلت محاولاتها اللاحقة للحصول على تأشيرات خروجهن، وماتوا جميعًا في معسكرات الاعتقال النازية.
وصل سوروالد إلى لندن في ظروف غامضة في أوائل عام 1939، والتقى ألكسندر شقيق فرويد. حوكم وسجن في عام 1945 من قبل محكمة نمساوية لأنشطته كمسؤول في الحزب النازي. ردت آنا فرويد على ادّعاء من زوجته، وكتبت لتأكيد أن سوروالد «استخدم مكتبه كمفوض معين لدينا بطريقة تحمي والدي». ساعد تدخلها في تأمين إطلاق سراحه من السجن في عام 1947.
أعيد إنشاء غرفة استشارات فيينا التابعة لفرويد بتفاصيل دقيقة في منزله الجديد الواقع في شارع 20 ماريسفيلد غاردنز، هامبستيد، شمال لندن. استمر في رؤية المرضى هناك حتى المراحل النهائية من مرضه. عمل أيضًا على مؤلفاته الأخيرة، مثل كتاب موسى والتوحيد، الذي نُشر بالألمانية في عام 1938 وباللغة الإنجليزية في العام التالي، وكتاب مخطط التحليل النفسي غير المكتمل والذي نُشر بعد وفاته.

## أفكاره

### عقدة أوديب
مرحلة في تطور الطفل بين ثلاث وست سنوات تتميز برغبة الطفل في الاستئثار بأمه، لكنه يصطدم بواقع أنها ملك لأبيه، مما يجعل الطفل في هذه المرحلة من تطوره التي تمتد من السن الثالثة إلى التاسعة يحمل شعورًا متناقضًا تجاه أبيه: يكرهه ويحبه في آن واحد جراء المشاعر الإيجابية التي يشمل بها الأب ابنه. تجد عقدة أوديب حلها عادة في تماهي الطفل مع أبيه لأن الطفل لا يستطيع أن يقاوم الأب وقوته فإنه يمتص قوانين الأب وهنا يأتي تمثل عادات وأفكار وقوانين الأب في قالب فكري لدى الطفل. يرى فرويد أن السمات الأساسية لشخصية الطفل تتحدد في هذه الفترة بالذات التي تشكل جسر مرور للصغير من طور الطبيعة إلى الثقافة، لأنه بتعذر امتلاكه الأم يكتشف أحد مكونات القانون متمثلا في قاعدة منع زنا المحارم.
لهذه العقدة رواية أنثوية إن جاز التعبير، يسميها فرويد بعقدة إلكترا تجتاز فيها الطفلة التجربة نفسها، لكن الميل يكون تجاه أبيها. كما للعقدة نفسها عند فرويد رواية جماعية تتمثل في أسطورة اغتيال الأب التي يعتبرها منشأ للعقائد والأديان والفنون والحضارة عموما.

### فرويد والكوكايين
كان يظن فرويد أن الكوكايين ذو أثر إيجابي في شفاء النفس، فقام بعلاج أحد مرضاه باستخدام الكوكايين ولكنه توفي جراء ذلك.

### العقل الباطن
العقل الباطن هو ما يعرف عند فرويد باللاشعور وهو يتكون من الدفعات والرغبات والخبرات المكبوتة منذ الطفولة المبكرة وتؤثر في كل حياة الفرد في المستقبل، وهي ليست مكبوتة ولا تظهر، ولكنها تظهر من خلال الهفوات والأحلام والأعراض المرضية. ولذلك يقول فرويد إن الخمس سنوات الأولى من حياة الفرد هي أهم مرحلة في حياته، لأن خبراتها تؤثر في مستقبل الفرد والمجتمع بالتالي.

### التطور النفسي الجنسي
استخدام مصطلح (ليبيدو) كان يهدف فيه إلى إبراز قيمة الغرائز الطبيعية وجعلها المؤثر الأول في السلوك.

### الهو والأنا والأنا الأعلى
رأى فرويد أن الشخصية مكونة من ثلاثة أنظمة هي الهو، والأنا، والأنا الأعلى، وأن الشخصية هي محصلة التفاعل بين هذه الأنظمة الثلاثة.

#### الهوى
الهو أو النفس المشتهية؛ يقصد به طبيعتنا الأساسية التي لم يهذبها التعلم أو الحضارة وهو مكون افتراضي يحتوي على الغرائز الحيوانية لدى الإنسان، والتي تشكل رغبتنا الجامحة وهي تتطلب الإشباع فوريا دون الاعتبار لقواعد أو معايير.
والمبدأ الذي يحكمه هو اللذة.
ويستمد الهو طاقته من الاحتياجات البدنية مثل نقص الطعام أو الجنس الذي يتحول إلى طاقة نفسية ضاغطة.
ويحتل الهو وغرائزه اللاشعور أي خارج نطاق شعور الإنسان وتحكمه الإرادي.

#### الأنا
- الأنا كما وصفه فرويد هو شخصية المرء في أكثر حالاتها اعتدالًا بين الهو والأنا الأعلى، حيث تقبل بعض التصرفات من هذا وذاك، وتربطها بقيم المجتمع وقواعده، ومن الممكن للأنا أن يقوم بإشباع بعض الغرائز التي يطلبها الهو ولكن في صورة متحضرة يتقبلها المجتمع ولا يرفضها الأنا الأعلى.
- مثال: عندما يشعر شخص بالجوع، فإن ما تفرضه عليه غريزة البقاء (الهو) هو أن يأكل حتى لو كان الطعام نيئًا أو بريًا، بينما ترفض قيم المجتمع والأخلاق (الأنا العليا) مثل هذا التصرف، بينما يقبل الأنا إشباع تلك الحاجة ولكن بطريقة متحضرة فيكون الأكل نظيفًا ومطهوًا ومعدًا للاستهلاك الآدمي ولا يؤثر على صحة الفرد أو يؤذي المتعاملين مع من يشبع تلك الحاجة.
- يعمل الأنا كوسيط بين الهو والعالم الخارجي فيتحكم في إشباع مطالب الهو وفقًا للواقع والظروف الاجتماعية.
- وهو يعمل وفق مبدأ الواقع.
- ويمثل الأنا الإدراك والتفكير والحكمة والملاءمة العقلية.
- ويشرف الأنا على النشاط الإرادي للفرد.
- ويعتبر الأنا مركز الشعور إلا أن كثيرًا من عملياته توجد في ما قبل الشعور، وتظهر للشعور إذا اقتضى التفكير ذلك.
- ويوازن الأنا بين رغبات الهو والمعارضة من الأنا الأعلى والعالم الخارجي، وإذا فشل في ذلك أصابه القلق ولجأ إلى تخفيفه عن طريق الحيل الدفاعية.

#### الأنا الأعلى
- الأنا الأعلى كما وصفه فرويد هي شخصية المرء في صورتها الأكثر تحفظًا وعقلانية، حيث لا تتحكم في أفعاله سوى القيم الأخلاقية والمجتمعية والمبادئ، مع البعد الكامل عن جميع الأفعال الشهوانية أو الغرائزية
- يمثل الأنا الأعلى الضمير، وهو يتكون مما يتعلمه الطفل من والديه ومدرسته والمجتمع من معايير أخلاقية.
- الأنا الأعلى مثالي وليس واقعيا، ويتجه للكمال لا إلى اللذة – أي أنه يعارض الهو والأنا.
- إذا استطاع الأنا أن يوازن بين الهو والأنا الأعلى والواقع عاش الفرد متوافقا، أما إذا تغلب الهو أو الأنا الأعلى على الشخصية أدى ذلك إلى اضطرابها.
- أنظمة الشخصية ليست مستقلة عن بعضها، ويمكن وصف الهو بأنه الجانب البيولوجي للشخصية، والأنا بالجانب السيكولوجي للشخصية، والأنا الأعلى بالجانب السوسيولوجي للشخصية.

### العلاج النفسي
توصف مكونات الشخصية عند فرويد بالديناميكية. وإذا كانت هذه الديناميكية تسير في طريق مستقر وتتفاعل بطريقه سوية أدت إلى وجود إنسان مستقر، ولكن حين تتضارب مكونات الشخصية وتتصارع سيؤدي ذلك إلى الاضطراب النفسي من وجهة نظر فرويد.

## آخر حياته
في عام 1886 تزوج مارتا برزنيز وأنجب منها ستة أطفال؛ ثلاثة من البنين وثلاث من البنات، وأصبحت إحدى بناته طبيبة نفسية وهي آنا ولقد اشتهرت بعلاج الأطفال في لندن.
توفي بسبب مرض السرطان الذي حاول إخفاءه مرارا لكن لم يفلح في ذلك، وحاول مرات عديدة الانتحار وذلك بسبب حالة الندم والحسرة في آخر عمره.
لاقى فرويد الكثير من الانتقادات ممن جاؤا بعده، وأثبتت دراسات حديثة انتقادات لنظرة فرويد الجامدة للجنسية عند الإنسان وكيف أنه أرجع كثير من الاضطرابات إلى عوامل جنسية بحتة، وتجاهل الجانب الاجتماعي وكيفية تأثيره في الشخصية السوية وتأثيره في العقد الجنسية. ولكن رغم الانتقادات كان لفرويد عظيم الفضل في تطور علم النفس ومبادئ كثيرة تستخدم في العلاج النفسي الآن.

## مؤلفاته

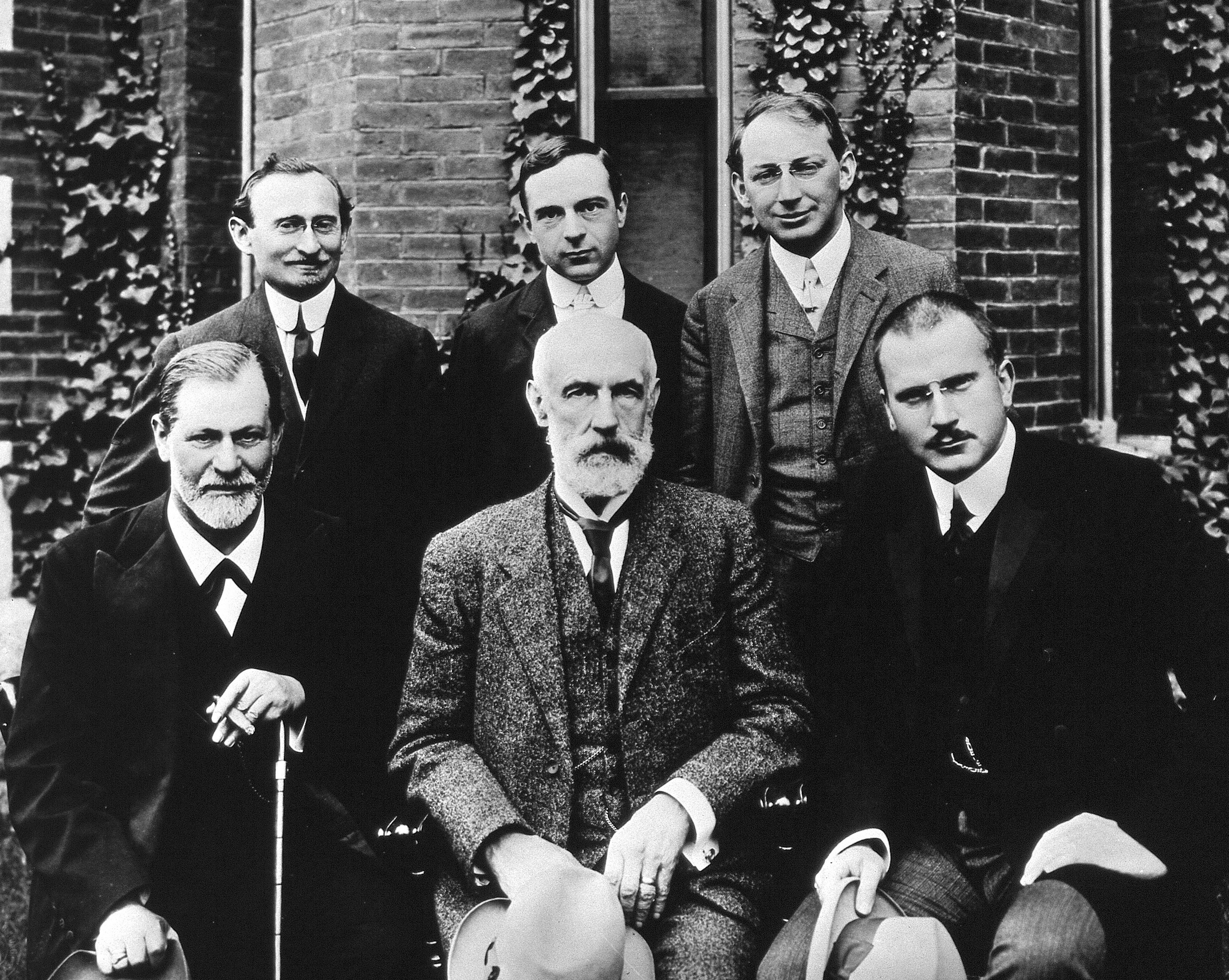
صورة جماعية سنة 1909 أمام جامعة كلارك. في الصف الأمامي: فرويد، غرانفيل ستانلي هال، سي جي يونغ; في الصف الخلفي: ابراهام بريل، أرنست جونز، شاندور فيرينزي.

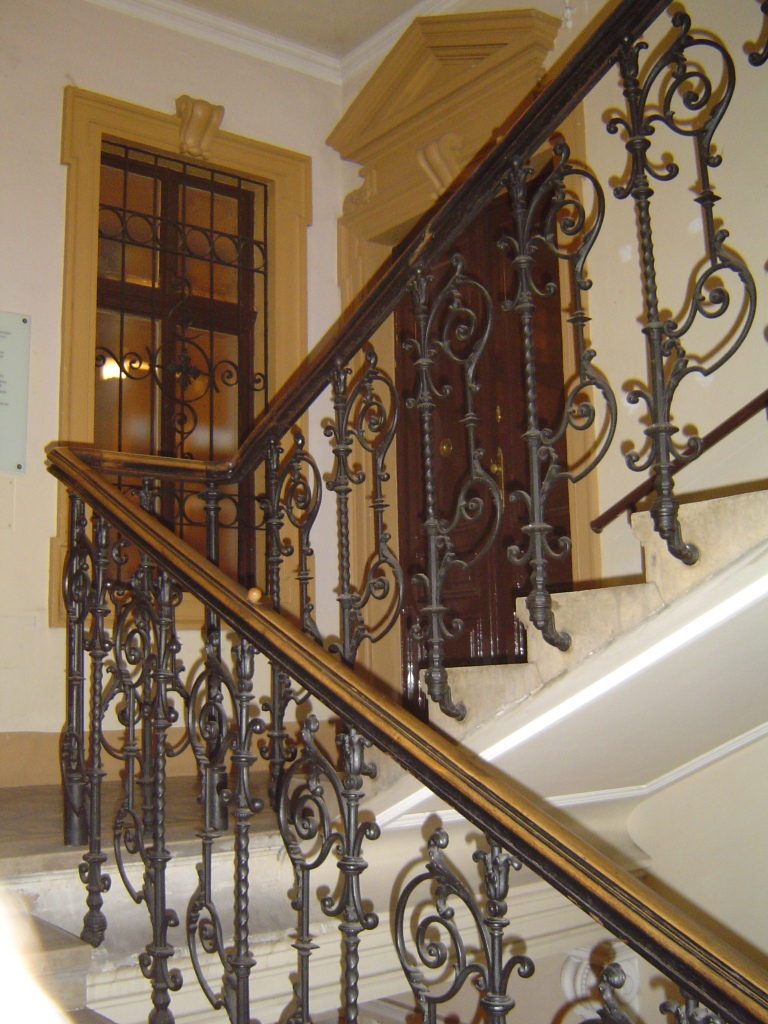
صورة لعيادة كان فرويد يستقبل فيها مرضاه في برغاس والسلم الذي يؤدي اليها

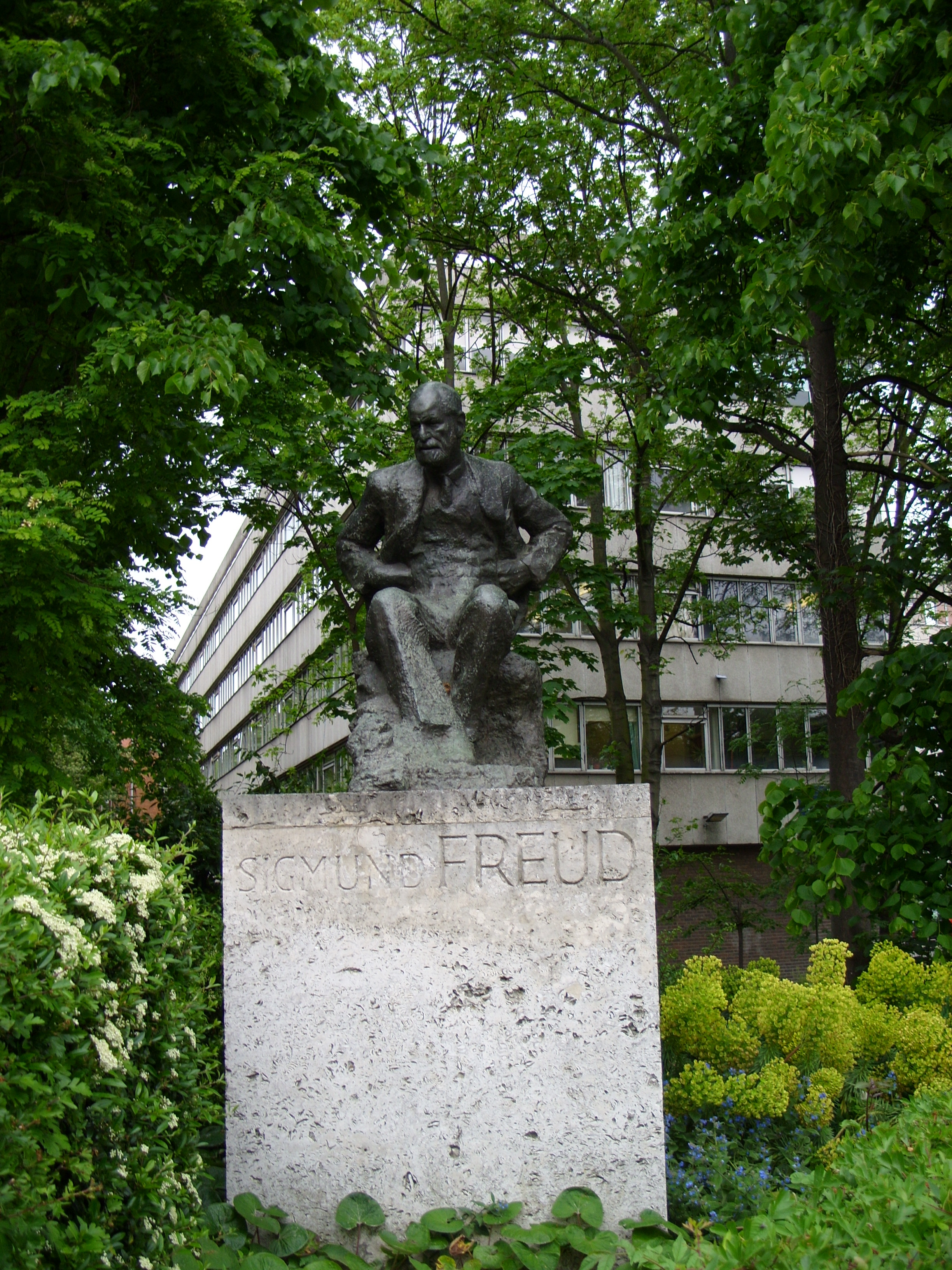
نصب تذكاري لفرويد في هامبستيد شمال لندن قرب المنزل الذي عاش به قرابة العشرين عاماً هو وزوجته، والذي أصبح اليوم متحفاً

1. تفسير الأحلام
2. قلق في الحضارة
3. مستقبل الوهم
4. موسى والتوحيد
5. الشذوذ الجنسي
6. تغلب على الخجل[29]
7. الجنس عند فرويد
8. الذاكرة
9. السيكولوجية النفسية
10. نقطة الضعف.
11. الإدراك.
12. ما فوق مبدأ اللذة
13. ثلاث مقالات في النظرية الجنسية.
14. خمس محاضرات في التحليل النفسي.
15. السلوك.
16. تطور المعالجة النفسية.
17. خمس دروس للتحليل النفسي
18. النرجسية الجنسية
19. الطوطم والتابو

## من أقواله
- يكون المرء في غاية الجنون عندما يحب.
- البشر أقل أخلاقية مما يعتقدون وأكثر فسوقا بكثير مما يمكنهم تخيله.
- نستطيع أن نقاوم الهجوم والنقد، لكننا عاجزون أمام الثناء.
- بالتقدم الذي نحرزه! في العصور الوسطى كانوا سيحرقونني، أما الاَن فهم راضون بحرق كتبي.
- إنه لتدريب جيد أن يكون المرء صادقا تماما مع نفسه.
- ليس بمؤمن من لا يعيش وفقا لإيمانه.
- كما أنه لا يمكن إجبار أحد على الإيمان، فلا يمكن أيضا إجبار أحد على عدم الإيمان.
- الوقت الذي يقضيه المرء مع القطط لا يكون مهدرا أبدا.
- مستلزمات العدالة أول مستلزمات الحضارة.

## الوصلات الخارجية
- سيغموند فرويد على موقع IMDb (الإنجليزية)
- سيغموند فرويد على موقع الموسوعة البريطانية (الإنجليزية)
- سيغموند فرويد على موقع مونزينجر (الألمانية)
- سيغموند فرويد على موقع ألو سيني (الفرنسية)
- سيغموند فرويد على موقع ميوزك برينز (الإنجليزية)
- سيغموند فرويد على موقع إن إن دي بي (الإنجليزية)
- سيغموند فرويد على موقع ديسكوغز (الإنجليزية)
- سيغموند فرويد على موقع قاعدة بيانات الفيلم (الإنجليزية)
- سيغموند فرويد على موقع أرشيف الشارخ.
- مؤلفات Sigmund Freud في مشروع غوتنبرغ